# عمارت بوگوسلوفکا

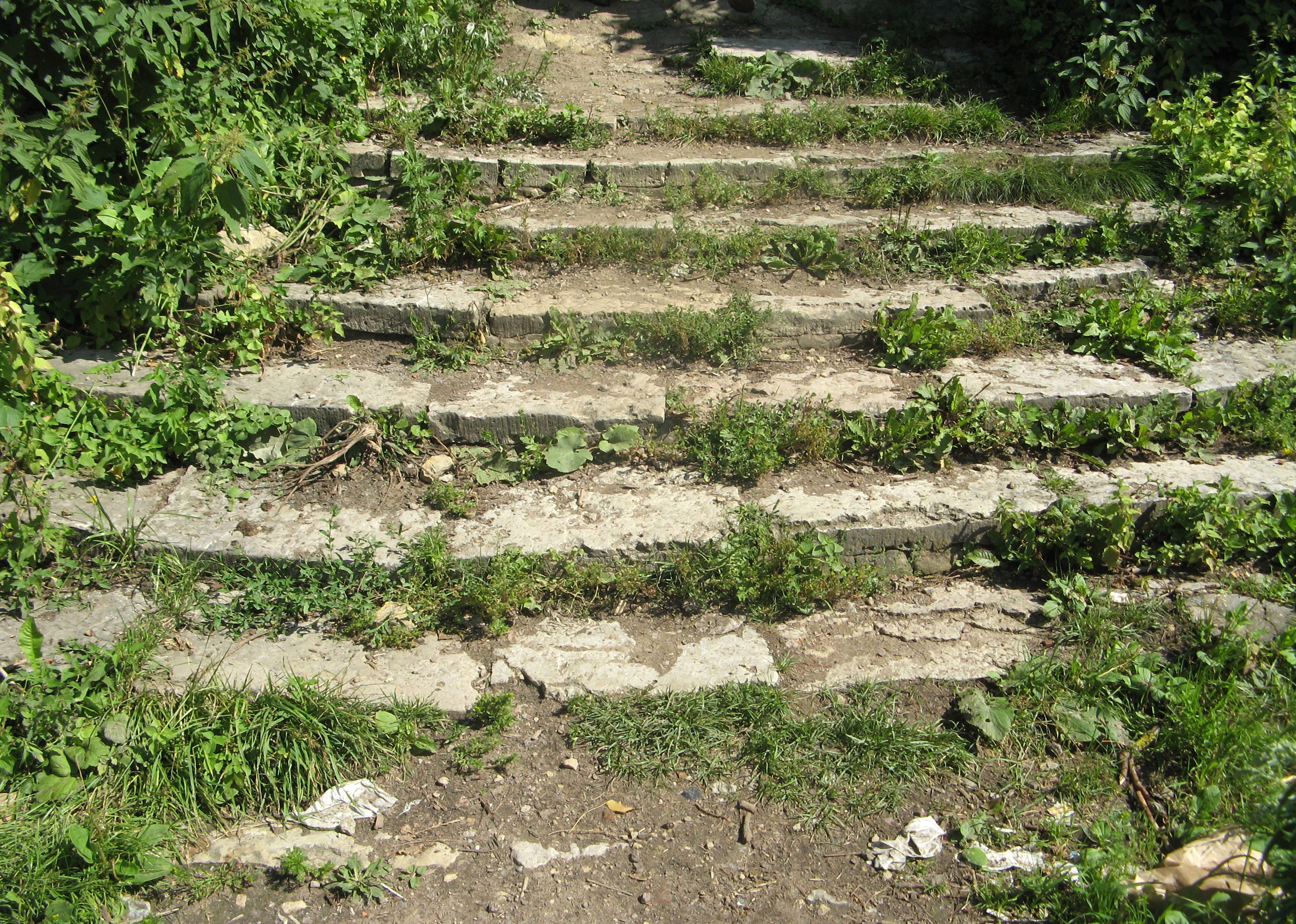

مجموعه ویلای ن.و. زینووِف (به روسی: Богословка) (املاک «بوگوسلوکا») یک یادبود معماری از دست رفته است. این مجموعه در استان لنینگراد واقع شده است، آدرس کنونی آن منطقه وسولوژسکی، نیوفسکی پارکلسخوز، پارک جنگلی نیوفسکی در ساحل راست رود نوا، بخش شماره ۳۵ می‌باشد. از سال ۱۹۹۰، این مجموعه ویلایی در فهرست میراث جهانی یونسکو به عنوان بخشی از مجموعه املاک اطراف مرکز تاریخی سنت پترزبورگ قرار گرفته است.
اولین سکونتگاه‌ها در این مکان‌ها دو روستای والیتوو در کنار رودخانه وارویستی (سیاه) در منطقه اسپاسکوی گورودنسکی پگوست بوده است. در اوایل قرن ۱۸ میلادی، کارخانه‌های لوکوتسکی در ساحل چپ رودخانه سیاه قرار داشتند.
اولین مالک خصوصی این منطقه، که اولین خانه ویلایی را در این مکان ساخت، کشیش فئودور یاکولوویچ دوبیانکسی بود. نوه او، موسیقیدان فئودور میخایلوویچ دوبیانکسی در هنگام عبور از رودخانه نوا برای رفتن از املاک به شهر جان خود را از دست داد، و پس از او، خواهرش واروارا میخایلوونا، همسر زینوویوا، مالک بعدی املاک شد. پس از آن، این املاک که پیش‌تر به نام بوگوسلوکا شناخته می‌شد (بوگوسلاوکا (بوگوسلاویا), بوگوسلاویا, ویلای دوبیانکسی, می‌زای دوبیانکا)، به املاک «زینوویوا» معروف شد (در اسناد ثبت محافظت شده، این املاک به ن.و. زینوویوا، پسر واروارا میخایلوونا معروف است).